# Peter Linebaugh
Peter Linebaugh (1943) és un historiador estatunidenc especialitzat en la història britànica, la història irlandesa, la història del treball i la història de l'Atlàntic colonial. És membre del Midnight Notes Collective, amb Silvia Federici i Georges Caffentzis.

## Biografia
Peter Linebaugh va néixer el 1942. Va ser alumne de l'historiador britànic E. P. Thompson i va obtenir el doctorat a la Universitat de Warwick el 1975. Ha ensenyat a la Universitat de Rochester, a la Universitat de Nova York, a la Universitat de Massachusetts-Boston, al Franconia College, a la Universitat Harvard i a la Universitat Tufts. Linebaugh es va retirar de la docència a la Universitat de Toledo el 2014.
Els llibres de Linebaugh han estat generalment ben rebuts en la disciplina de la història i diversos dels seus llibres han arribat a ser populars entre els lectors. L'historiador Robin Kelley va elogiar "The Magna Carta Manifesto: Liberties and Commons for All" dient qiue no hi havia altre historiador d'aquest període que se li pogués comparar.
Els seus articles també apareixen a "New Left Review", "The New York University Law Review", "Radical History Review" i a "Social History".
Linebaugh està casat amb Michaela Brennan. Té dues filles, Kate i Riley Linebaugh.

## Obres
- The London Hanged: crime and civil society in the eighteenth century. Cambridge: Cambridge University Press, 1992.
- The Many-Headed Hydra: Sailors, Slaves, Commoners and the Hidden History of the Revolutionary Atlantic[Enllaç no actiu]. (amb Marcus Rediker), Boston: Beacon Press, 2001
- The Magna Carta Manifesto: Liberties and Commons for All, 2009